# Инсфран, Эдгар
Эдгар Линнео Инсфран Долдан (исп. Edgar Linneo Ynsfrán Doldán; 9 декабря 1921, Асунсьон — 2 ноября 1991, Асунсьон) — парагвайский крайне правый политик и государственный деятель, министр внутренних дел в 1956—1966. Сыграл важную роль в становлении стронистского режима. Сподвижник, впоследствии противник Альфредо Стресснера.

## Происхождение, служба, взгляды
Происходил из семьи асунсьонского среднего класса. Получил два высших образования: окончил инженерный факультет Университета Буэнос-Айреса, затем — факультет права и социальных наук Национального университета Асунсьона. Со второй половины 1940-х делал карьеру на госслужбе.
Эдгар Инсфран был генеральным секретарём министерства финансов, секретарём министерства сельского хозяйства и министерства внутренних дел. Преподавал конституционное право в престижном столичном колледже. Был сотрудником парагвайского посольства во Франции. В 1948 состоял в парагвайской делегации участвовал в парижском заседании III сессии Генеральной ассамблеи ООН, где принималась Всеобщая декларация прав человека.
Политически Эдгар Инсфран придерживался крайне правых взглядов. Был убеждённым националистом и антикоммунистом, симпатизировал фашистскому корпоративизму. Состоял в консервативной партии Колорадо. В гражданской войне 1947 участвовал на стороне правительства, однако поддерживал не столько президента Мориниго, сколько лидера Колорадо Хуана Наталисио Гонсалеса.
Инсфран состоял в ультраправом парамилитарном формировании Guión Rojo. Называл военизированные формирования Колорадо жизненной основой партии. Приветствовал «варварские» тенденции в колорадском крестьянском ополчении Py Nandi, называл ополченцев «народным движением за правду» и противопоставлял деревенских ультраправых боевиков «интеллектуальным бездельникам, рассевшимся по кафе».

## Министр-стронист
Идейно-политические взгляды Эдгара Инсфрана закономерно привели его в лагерь сторонников генерала Альфредо Стресснера. В 1954 Инсфран решительно поддержал государственный переворот, сделавший Стресснера диктатором Парагвая. Со своей стороны, Стресснер приблизил к себе молодого энергичного чиновника-юриста.
В 1954—1956 Эдгар Инсфран служил юрисконсультом парагвайского МВД, затем начальником полиции Асунсьона. В 1956 президент Стресснер назначил Инсфрана министром внутренних дел Парагвая. На этом посту Эдгар Инсфран стал ближайшим сотрудником диктатора, из ключевых фигур утвердившегося стронизма.
Инсфран организовал разветвлённую систему полицейского контроля и политического сыска. При МВД были организованы две спецслужбы: Департамент расследований столичной полиции (Departamento de Investigaciones de la Policía de la Capital, DIPC) под руководством Пастора Коронеля и Национальный директорат по техническим вопросам (Dirección Nacional de Asuntos Técnicos, DNAT) под руководством Антонио Кампоса Алума. Обе структуры специализировались на политических репрессиях. 
Были арестованы сотни противников стресснеровского режима — коммунистов, либералов, социалистов-фебреристов, диссидентов из самой Колорадо. Многие из них подвергались жестоким пыткам. В конце 1950-х Инсфран руководил подавлением левого партизанского движения, поддержанного Аргентиной, Венесуэлой и Кубой. Он координировал действия армейских карательных частей, полицейских служб и крестьянского ополчения Py Nandi; проявлял большую жестокость. В 1963 раскрыт и жёстко подавлен заговор группы армейских младших офицеров в пользу Эпифанио Мендеса Флейтаса. Практически вся оппозиция Стресснеру была уничтожена или загнана в глубокое подполье. Впоследствии Эдгар Инсфран признавал свою роль в разгроме оппозиции, но категорически отрицал причастность к пыткам заключённых.
Именно Инсфрану поручал Стресснер исполнять обязанности главы государства во время своих зарубежных поездок. Наряду с руководством МВД, Инсфран занимал пост вице-президента правящей Колорадо. На протяжении десятилетия он являлся по факту вторым человеком в стране.
В ультраправой стронистской структуре Эдгар Инсфран представлял самое крайнее течение, близкое не только к фашизму, но и к национал-социализму. Он сыграл важную роль в предоставлении убежища Йозефу Менгеле, самолично намекал на присутствие в Парагвае Мартина Бормана. В Парагвае ходили слухи, будто Инсфран тайно укрывает самого Гитлера.
Эдгар Инсфран отличался глубокой личной преданностью Альфредо Стресснеру. Именно он руководил торжественной церемонией основания города Пуэрто-Флор-де-Лис, переименованного в Пуэрто-Преcиденте-Стресснер (ныне Сьюдад-дель-Эсте). Инсфран жёстко защищал Стресснера от нападок иностранной печати, что приводило к дипломатическим конфликтам с Аргентиной и Уругваем. Однако отношения между президентом и доверенным министром постепенно осложнялись. Стресснера переставала устраивать чрезмерная самостоятельность и идеологизированность Инсфрана. Например, Инсфран предоставил убежище свергнутому в Аргентине Хуану Доминго Перону. Стресснер вскоре настоял на высылке Перона из Парагвая.

## Отставка
В 1966 президент Стресснер, на фоне общего курса относительной либерализации, отставил Эдгара Инсфрана с поста главы МВД. Его сменил Сабино Монтанаро, член правящего «Золотого квадрата», остававшийся министром до конца стронистского режима. При этом на Инсфрана была возложена ответственность за жестокость предшествовавших репрессий.
После отставки Эдгар Инсфран отошёл от политики. Занимался написанием мемуаров и комплектацией уникальной библиотеки (завещанной государству). К политической деятельности вернулся только со второй половины 1980-х, возглавив оппозиционную Стресснеру группу в Колорадо. В аналитическом докладе ЦРУ Эдгар Инсфран упоминался как возможный преемник Стресснера. При этом взгляды Инсфрана заметно эволюционировали в общедемократическом направлении.
С 1987 в армейском командовании и руководстве Колорадо появилась влиятельная группа, выступавшая за отстранение от власти престарелого Альфредо Стресснера. Эдгар Инсфран не участвовал в практической подготовке переворота, но был его идеологом и интеллектуальным вдохновителем.

## После стронизма
Переворот совершился 3 февраля 1989. Стресснер был арестован и вскоре выслан в Бразилию. Новый президент Андрес Родригес — прежде один из столпов стронизма, соратник и родственник Стресснера — отменил осадное положение, легализовал оппозицию, ввёл гражданско-политические свободы, организовал реально альтернативные выборы, утвердил новую демократическую конституцию. Но при этом в значительной степени сохранялась социальная основа стронизма — блок силовых структур с теневыми сообществами — заложенная не без участия Эдгара Инсфрана.
Последние годы жизни Эдгар Инсфран состоял в руководстве Колорадо, был сенатором Парагвая. Заканчивал мемуары. Отмечал свою приверженность принципам демократии.
Скончался Эдгар Инсфран незадолго до своего 70-летия.

## Семья, личность, творчество
Эдгар Инсфран был дважды женат, от первого брака имел дочь, от второго двух сыновей.
По отзывам знавших его людей, Эдгар Инсфран производил впечатление человека сдержанного, интеллигентного, напоминал тип кабинетного интеллектуала. Такой имидж резко контрастировал с политической биографией Инсфрана, известными особенностями его деятельности.
В современном Парагвае Эдгар Инсфран характеризуется как «страстный политик». После посмертного издания его мемуаров он считается также выдающимся писателем. Однако его литературный талант оказался поглощён политической борьбой.